# Kirchwistedt

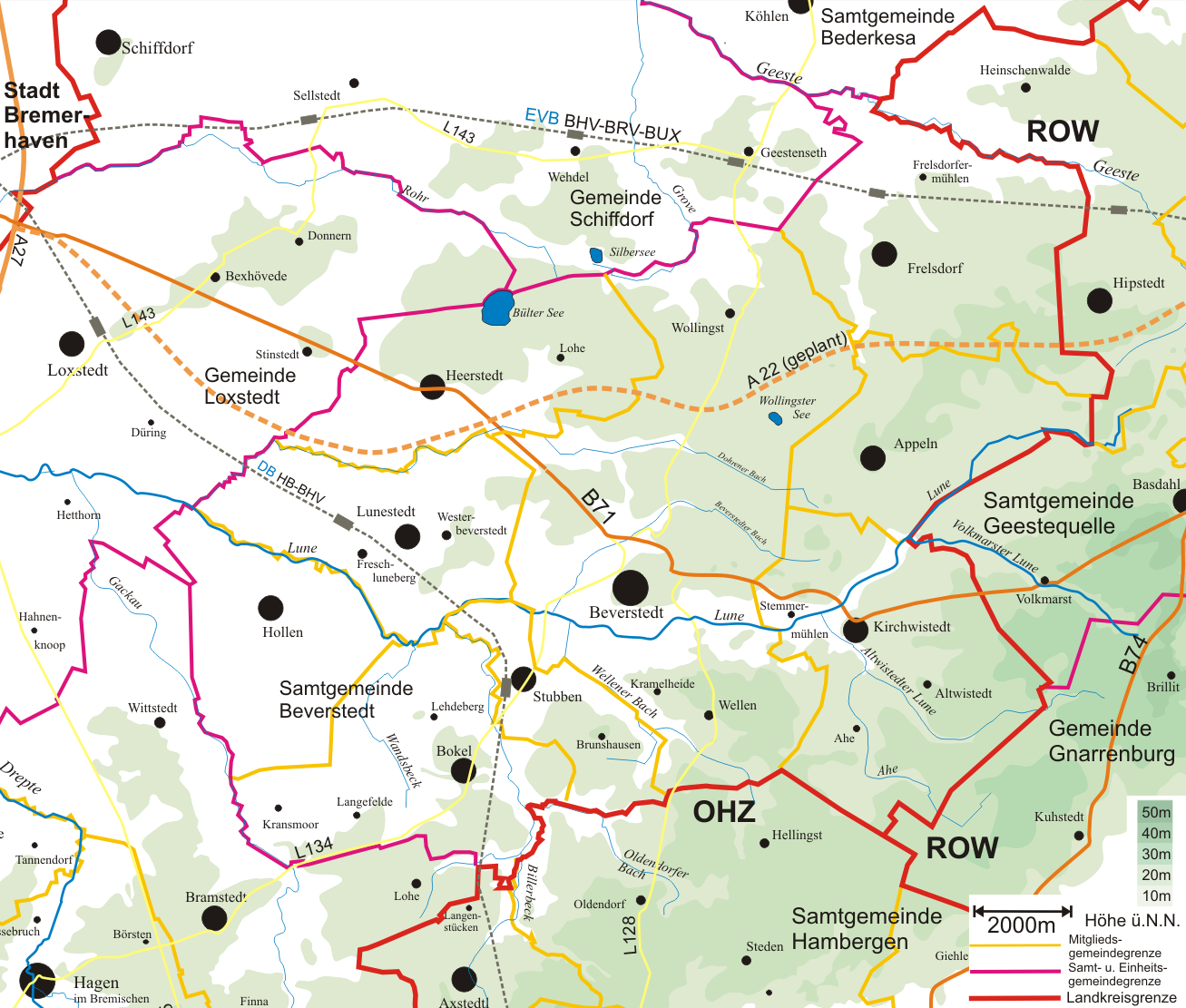
Die Ortschaften in der Einheitsgemeinde Beverstedt

Kirchwistedt (niederdeutsch Karkwist) ist eine Ortschaft in der Einheitsgemeinde Beverstedt im niedersächsischen Landkreis Cuxhaven. Sie ist in der Gemeinde am dünnsten besiedelt und stark land- und forstwirtschaftlich ausgerichtet.

## Geografie

### Ortsgliederung
- Ahe
- Altwistedt
- Horst
- Kirchwistedt (Hauptort)
- Stemmermühlen

### Nachbarorte
| Ortschaft Beverstedt         | Appeln                                      | Basdahl (Landkreis Rotenburg)     |
| Wellen                       | Kompassrose, die auf Nachbargemeinden zeigt |                                   |
| Holste (Landkreis Osterholz) |                                             | Gnarrenburg (Landkreis Rotenburg) |

(Quelle:)

## Geschichte

### Ortsname und erste Erwähnung
Als Wicstede wurde der Ort 1340 erstmals erwähnt. Um das Jahr 1420 tauchte die alte Ortsbezeichnung Wichstede auf. Die Kirchengründung fand im 13. Jahrhundert statt. Durch die Kirche erweiterte sich der Name zu Kirchwistedt.
Der Ortsname Kirchwistedt ist zu trennen von Wistedt (Gemeinde Tostedt): 1458 Wiste, 1495 Wiste, 1498 to Wiste und von Wistedt (Landkreis Rotenburg, Wümme). Er leitet sich ab von „wik“, was „Siedlung, Dorf“ bedeutet. Es ist zu vermuten, dass die ursprüngliche Bezeichnung „Siedlungsstelle“ lautet.

### Ortsgeschichte
1859 wurden im Königreich Hannover die Ämter reduziert. Dabei wurde das Amt Beverstedt aufgelöst und das Kirchspiel Kirchwistedt geschlossen dem Amt Bremervörde zugeordnet. Bei Bremervörde blieb das Kirchspiel auch, als am 1. April 1885 in Preußen die Ämter aufgelöst und dafür Kreise gebildet wurden.
Im Jahre 2007 feierte die Kirchengemeinde Kirchwistedt ihren 700. Geburtstag, zu dem eine 336 Seiten starke Chronik erschienen ist.

### Eingemeindungen
Die beiden ehemals selbständigen Gemeinden Horst und Stemmermühlen wurden am 29. Januar 1929 in die Gemeinde Kirchwistedt eingemeindet.
Im Jahre 1939 folgten die ehemaligen Gemeinden Ahe und Altwistedt. 1945 wurden sie jedoch wieder selbständig und im Zuge der Gebietsreform in Niedersachsen am 1. März 1974 wiederholt nach Kirchwistedt eingemeindet. Gleichzeitig wechselte Kirchwistedt von dem Landkreis Bremervörde in die Samtgemeinde Beverstedt (Landkreis Wesermünde).
Seit dem 1. November 2011 ist Kirchwistedt eine Ortschaft in der Einheitsgemeinde Beverstedt im Landkreis Cuxhaven.

### Einwohnerentwicklung
| Jahr | Einwohner | Quelle |
| ---- | --------- | ------ |
| 1824 | 00–0 ¹    | [ 10 ] |
| 1848 | 0144 ²    | [ 11 ] |
| 1910 | 161       | [ 12 ] |
| 1925 | 160       | [ 13 ] |
| 1933 | 403       | [ 13 ] |
| 1939 | 475       | [ 13 ] |
| 1950 | 548       | [ 14 ] |
| 1956 | 405       | [ 14 ] |
| 1973 | 291       | [ 15 ] |
| 1975 | 0468 ³    | [ 16 ] |

| Jahr | Einwohner | Quelle |
| ---- | --------- | ------ |
| 1980 | 468 ³     | [ 17 ] |
| 1985 | 482 ³     | [ 17 ] |
| 1990 | 459 ³     | [ 17 ] |
| 1995 | 465 ³     | [ 17 ] |
| 2000 | 502 ³     | [ 17 ] |
| 2005 | 488 ³     | [ 17 ] |
| 2010 | 468 ³     | [ 17 ] |
| 2016 | 4720      | [ 18 ] |
| 2021 | 4450      | [ 1 ]  |
| 0    | 0         | 0      |

¹ 25 Feuerstellen

² in 24 Wohngebäuden

³ jeweils zum 31. Dezember
|  |

## Politik

### Gemeinderat und Bürgermeister
Seit der Neubildung der Gemeinde Beverstedt wird die Ortschaft Kirchwistedt vom Beverstedter Gemeinderat vertreten.

### Ortsvorsteher
Der Ortsvorsteher von Kirchwistedt ist Wilfried Windhorst (CDU). Die Amtszeit läuft von 2021 bis 2026.

### Wappen
| Wappen von Kirchwistedt | Blasonierung: „Ein aus einem wellenförmigen blauen Schildfuß wachsendes schwarzes Mühlenrad in Grün, oben drei goldene Ähren.“                                                                                           |
| Wappen von Kirchwistedt | Wappenbegründung: Der blaue Schildfuß weist auf die Lune hin, das Mühlrad auf die alte Wassermühle zu Stemmermühlen. Die drei Ähren symbolisieren die bis 1974 selbständigen Gemeinden Ahe, Altwistedt und Kirchwistedt. |

## Kultur und Sehenswürdigkeiten

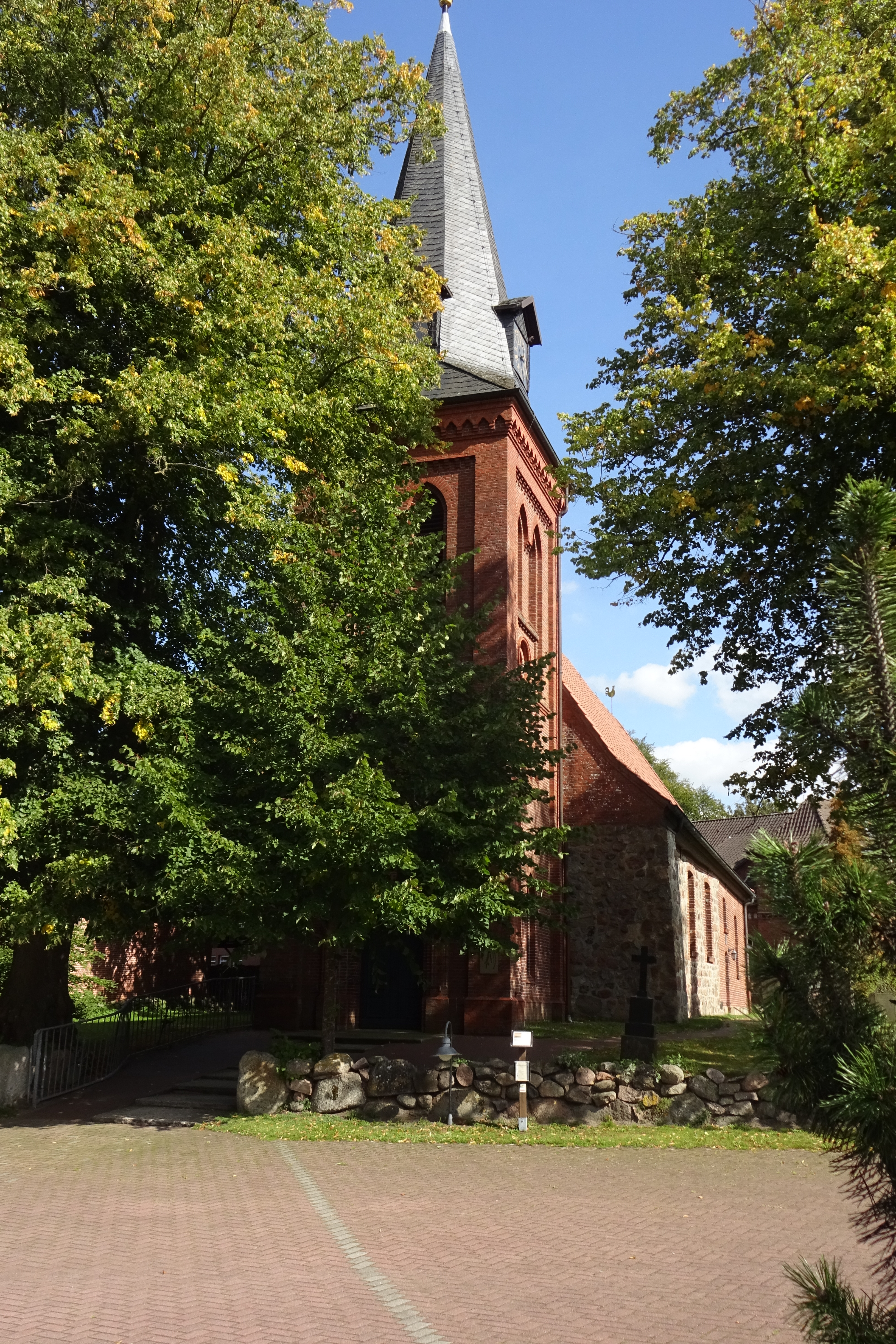
Johannes-der-Täufer-Kirche

### Bauwerke
- Johannes-der-Täufer-Kirche, evtl. von 1340, aus Feldstein später mit Backsteinen erweitert und umgebaut; neugotischer Turm von 1895
- Gutshaus Stemmermühlen 21 von 1902; Erstbesitzer Gottlieb Rauch
- Hofanlagen Ahe 8 und 9 aus dem 19. Jahrhundert
- Wohn- und Wirtschaftsgebäude Hinrich-Busch-Straße 2 von um 1790 in Fachwerk
- Wohn- und Wirtschaftsgebäude Kuhstedter Straße 5 (Altwistedt) von 1873 in Fachwerk

### Naturdenkmäler
- 1000-jährige Eibe im Pfarrgarten[20][21]

### Sonstiges
- Überörtlich bekannte Landjugendgruppe

## Persönlichkeiten
Personen, die mit dem Ort in Verbindung stehen
- Johann Hinrich Röver (1812–1895), Orgelbauer, er baute 1863 die Orgel in der örtlichen Johannes-der-Täufer-Kirche
- Johann Diedrich Plate (1816–1902), Lehrer und Autor, er besuchte die Dorfschule in Kirchwistedt